# Jethro Teall
Sir Jethro Justinian Harris Teall (* 5. Januar 1849 in Northleach; † 2. Juli 1924 in London) war ein britischer Geologe und Petrologe, der zu seiner Zeit als einer der angesehensten britischen Geologen galt.
Teall studierte an der Universität Cambridge am St. John’s College und war 1875 bis 1879 Fellow seines College. Teall war finanziell unabhängig. Er ist als Pionier der Petrographie in Großbritannien bekannt und speziell für seine Monographie darüber wurde er Fellow der Royal Society. In den 1880er Jahren arbeitete er mit Charles Lapworth zusammen, dessen Arbeiten aus der geologischen Aufnahme Schottlands er vorstellte, als dieser an einer Geisteskrankheit erkrankte. 1888 wurde er von Archibald Geikie als Experte für metamorphe Gesteine in die britische geologische Landesaufnahme (Geological Survey) geholt, für die er auch große Flächen in Nordwest-Schottland kartierte und deren Direktor er ab 1901 als Nachfolger von Geikie war.
1889 erhielt er die Bigsby Medal und 1905 die Wollaston-Medaille. 1874 erhielt er den Sedgwick-Preis für Studien über den britischen kreidezeitlichen Grünsandstein (Lower Greensand). 1890 wurde er Fellow der Royal Society und 1921 Ehrenmitglied (Honorary Fellow) der Royal Society of Edinburgh. Er war dreifacher Ehrendoktor (Dublin, Oxford, St. Andrews). 1916 wurde er für seine Arbeit beim Geological Survey, den er organisatorisch reformierte, als Knight Bachelor geadelt. Er war Präsident der Geological Society of London.
Nach ihm ist das Mineral Teallit aus der Kylindrit-Gruppe und der Teall-Nunatak sowie Kap Teall benannt. 1907 identifizierte er mit Kollegen den Moine Thrust in Schottland als Überschiebungsgürtel, die erste solche Identifizierung überhaupt.

## Schriften
- British Petrography – with special reference to the igneous rocks, London, Dulau & Co., 1888, Online